# Најбољи
Најбољи је југословенски филм из 1989. године, редитеља Дејана Шорака, за који је сценарио написао Синиша Ковачевић.

## Радња
Млади официр, Невен Пендељ, завршивши Војну академију као најбољи у класи, изненада и без видљивог повода, напушта Београд, девојку, родитеље, сигурност и извесност каријере и одлази у Требиње да нађе и створи сопствени живот и судбину. Прича прати усамљеника без илузија и горчине, човека који скупља једноставне комадиће смисла, човечности и љубави.
У новој средини, уз мноштво пријатеља и занимљивих догађања, стиче и трајну љубав, лијепу Мејру.

## Улоге
| Глумац              | Улога                     |
| ------------------- | ------------------------- |
| Вицко Руић          | Потпоручник Невен Пендељ  |
| Драган Бјелогрлић   | Жарко Нинков              |
| Бранка Пујић        | Мејра Зубчевић            |
| Данило Лазовић      | Капетан Зарија Мали       |
| Миодраг Кривокапић  | Пуковник Радуле Копривица |
| Бранимир Видић      | Петар Обућанин            |
| Славко Јурага       | Брка                      |
| Драган Јовановић    | Чепир Зубчевић            |
| Миа Беговић         | Дина                      |
| Бранко Ђурић        | Мајор Ђаја                |
| Стеван Гардиновачки | Заставник Шперо           |
| Божидарка Фрајт     | Невенова мајка            |
| Милена Дравић       | Жаркова мајка             |
| Петар Банићевић     | Мејрин отац               |
| Рада Ђуричин        | Мејрина мајка             |
| Енес Бараковић      | Рецепционер               |
| Петар Бунтић        | Фикрет                    |
| Балша Ђого          | Исени                     |
| Драгомир Фелба      | Деда Милашин              |
| Нада Гачешић        | Фатима                    |
| Андреја Маричић     | Тополавац                 |
| Раде Марковић       | Поповски                  |
| Маро Мартиновић     | Мирсад                    |
| Наташа Нинковић     | Конобарица                |
| Ненад Перван        | Ибрахим                   |
| Бранка Секуловић    | Бркина жена               |